# Озеро (Звенигородський район)
Озеро — гідрологічний заказник місцевого значення. Об'єкт розташований на території Звенигородського району Черкаської області, село Шевченкове.
Площа — 3,8 га, статус отриманий у 1998 році.
Охороняється водно-болотний масив з типовою рослинністю, регулятор гідрологічного режиму.